# Reprezentacja Chin w rugby union mężczyzn
Reprezentacja Chin w rugby union mężczyzn – zespół rugby union, biorący udział w imieniu Chin w meczach i sportowych imprezach międzynarodowych, powoływany przez selekcjonera, w którym mogą występować wyłącznie zawodnicy posiadający obywatelstwo tego kraju, mieszkający w nim, bądź kwalifikujący się ze względu na pochodzenie rodziców lub dziadków. Za jego funkcjonowanie odpowiedzialny jest Chiński Związek Rugby, członek ARFU oraz IRB.